# 블라디미르 룩수리아

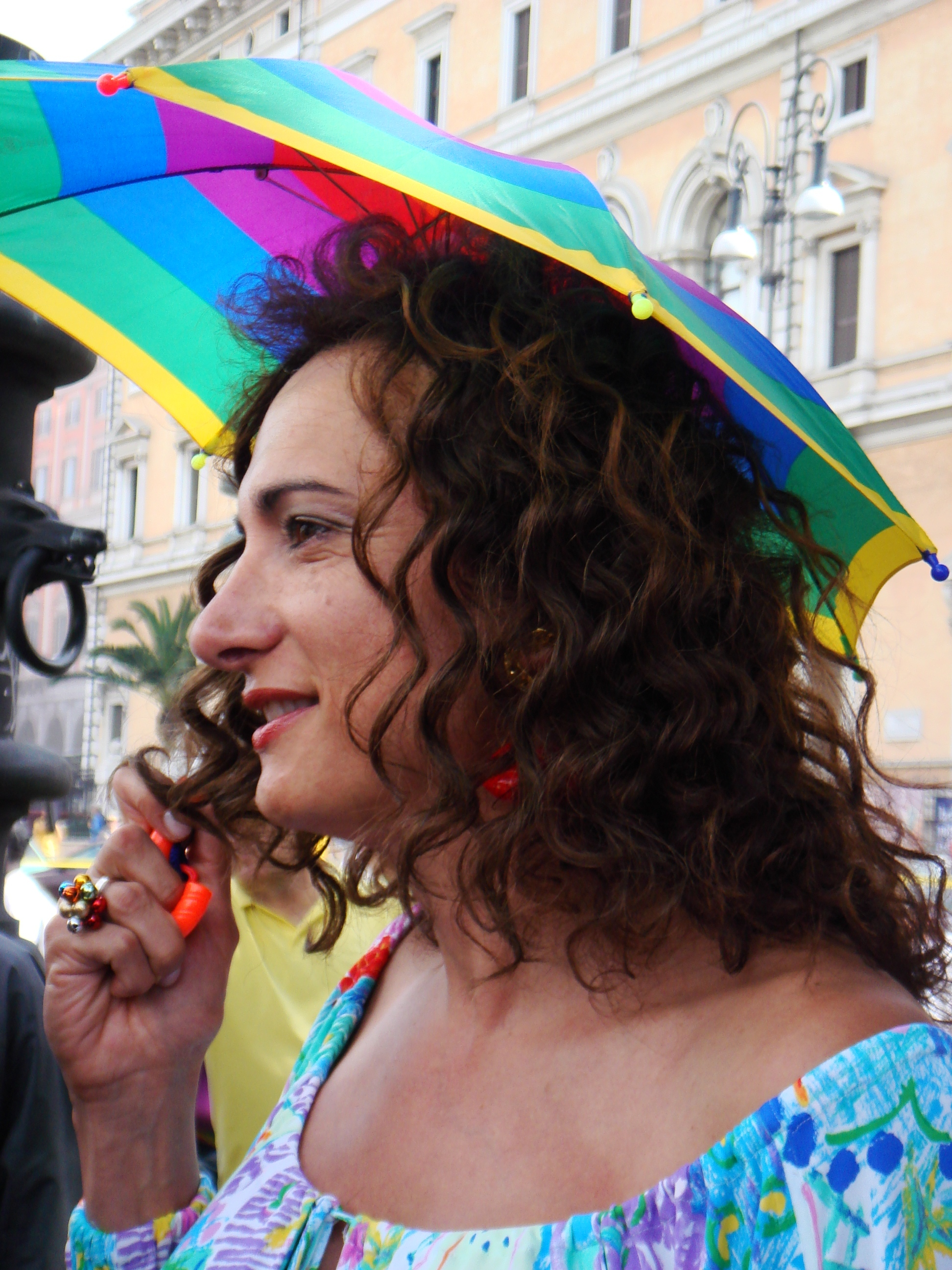
2008년 로마 게이 퍼레이드에 참석한 블라디미르 룩수리아

블라디미르 룩수리아(Vladimir Luxuria, 본명: 블라디미로 과다뇨(Wladimiro Guadagno), 1965년 6월 24일 포자 ~ )는 이탈리아의 배우, 정치인으로, 공산주의 재건당 소속이다. 남성으로 태어났지만 여장을 하면서 여성처럼 살아가는 트랜스젠더임에도 성전환 수술을 받지 않고 있다.
2006년 4월 10일부터 2008년 4월 14일까지 이탈리아 대의원을 지냈으며 2008년 4월 이탈리아 총선에서 패하면서 현재는 이탈리아 의회에서 의석을 잃은 상태이다.

## 논란
이탈리아 의회에서 여자 화장실을 사용하여 다른 여성 의원들과 마찰을 빚은 적이 있다.